# Фордервајдентал
Фордервајдентал (њем. Vorderweidenthal) општина је у њемачкој савезној држави Рајна-Палатинат. Једно је од 74 општинска средишта округа Зидлихе Вајнштрасе. Према процјени из 2010. у општини је живјело 649 становника. Посједује регионалну шифру (AGS) 7337079.

## Географски и демографски подаци
Фордервајдентал се налази у савезној држави Рајна-Палатинат у округу Зидлихе Вајнштрасе. Општина се налази на надморској висини од 221 метра. Површина општине износи 10,1 km². У самом мјесту је, према процјени из 2010. године, живјело 649 становника. Просјечна густина становништва износи 64 становника/km².